# Anourosorex schmidi
Anourosorex schmidi — вид червонозубої землерийки, поширений на південно-східних схилах Гімалаїв у Бутані та Індії. Знайдений на висотах від 1500 до 3100 метрів над рівнем моря. Зустрічається в субтропічних і тропічних гірських лісах на схилах Гімалаїв.